# Keiko Nagaoka

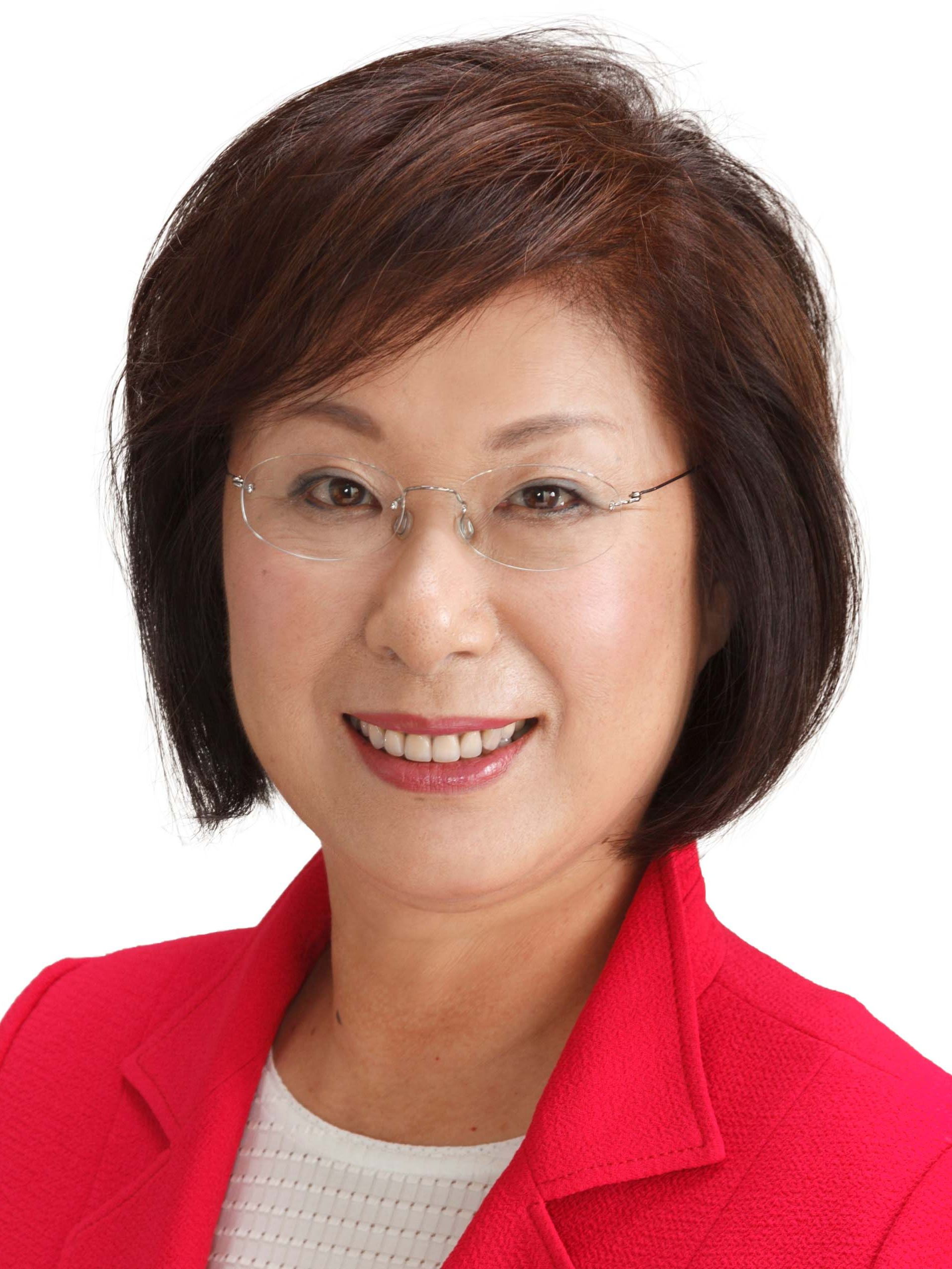

Keiko Nagaoka (jap. 永岡 桂子 Nagaoka Keiko; * 8. Dezember 1953 in Shibuya, Tokio) ist eine japanische Politikerin, Mitglied im Shūgiin, dem Unterhaus des Nationalparlaments, für den Verhältniswahlwahlkreis Nord-Kantō und war von 2022 bis 2023 Kultus- und Wissenschaftsministerin (im englischsprachigen Ausland Ministerin für Bildung, Kultur, Sport, Wissenschaft und Technologie). Sie gehört der Liberaldemokratischen Partei (LDP) an, darin der Asō-Faktion.
Nagaoka schloss 1976 ihr Studium an der rechtswissenschaftlichen Fakultät der Gakushūin-Universität ab. 1978 heiratete sie Yōji Nagaoka, damals Beamter im Land-, Forst- und Fischereiwirtschaftsministerium, später erfolgloser NFP-Unterhauskandidat und schließlich LDP-Abgeordneter aus Ibaraki. Nach dem Selbstmord ihres Mannes während des Streits um die Postprivatisierung 2005 übernahm sie kurzfristig dessen LDP-Kandidatur im Wahlkreis Ibaraki 7 bei der Shūgiin-Wahl 2005. Sie unterlag dem Unabhängigen Kishirō Nakamura (ehemaliger LDP-Bauminister), gewann aber einen Verhältniswahlsitz in Nord-Kantō, ebenso bei den Wahlen 2009, 2012, 2014 und 2017 – ab 2012 kandidierte Nakamura mit Wahlempfehlung der Kōmeitō, und Ibaraki 7 war einer der wenigen Wahlkreise, in dem die beiden Koalitionsparteien explizit verschiedene Kandidaten unterstützten. Erst bei der Wahl 2021, nachdem Nakamura der KDP beigetreten war und die Kōmeitō Nagaoka unterstützte, konnte sie das Mehrheitswahlmandat gewinnen. Bei der Shūgiin-Wahl 2024 unterlag sie Nakamuras Sohn Hayato, gewann aber als drittbeste LDP-Verliererin in Nord-Kantō wieder einen Verhältniswahlsitz.
In der Regierung war Nagaoka von 2006 bis 2007 (erstes Kabinett Abe) „parlamentarische Ministersekretärin“ (daijin-seimukan) im Landwirtschaftsministerium. Von 2014 bis 2015 (umgebildetes zweites und drittes Kabinett Abe) war sie „Vizeministerin“ (fuku-daijin) im Sozial- und Arbeitsministerium, von 2018 bis 2019 (umgebildetes viertes Kabinett Abe) im Kultus- und Wissenschaftsministerium. Dazwischen führte sie von 2016 bis 2017 den zugehörigen Ausschuss im Shūgiin. Von 2020 bis 2021 saß sie dem Sonderausschuss für Verbraucherfragen vor. In der Partei war sie von 2019 bis 2020 eine der zahlreichen „Vizegeneralsekretäre“ (fuku-kanjichō; bei der LDP den nur drei kanjichō-dairi nachgeordnet).
Im umgebildeten zweiten Kabinett Kishida wurde Nagaoka im August 2022 an die Spitze des Kultus- und Wissenschaftsministeriums berufen. Im September 2023 wurde sie bei einer erneuten Kabinettsumbildung durch Masahito Moriyama ersetzt.